# Demonax samarensis
Demonax samarensis là một loài bọ cánh cứng trong họ Cerambycidae.